# 벨벳병

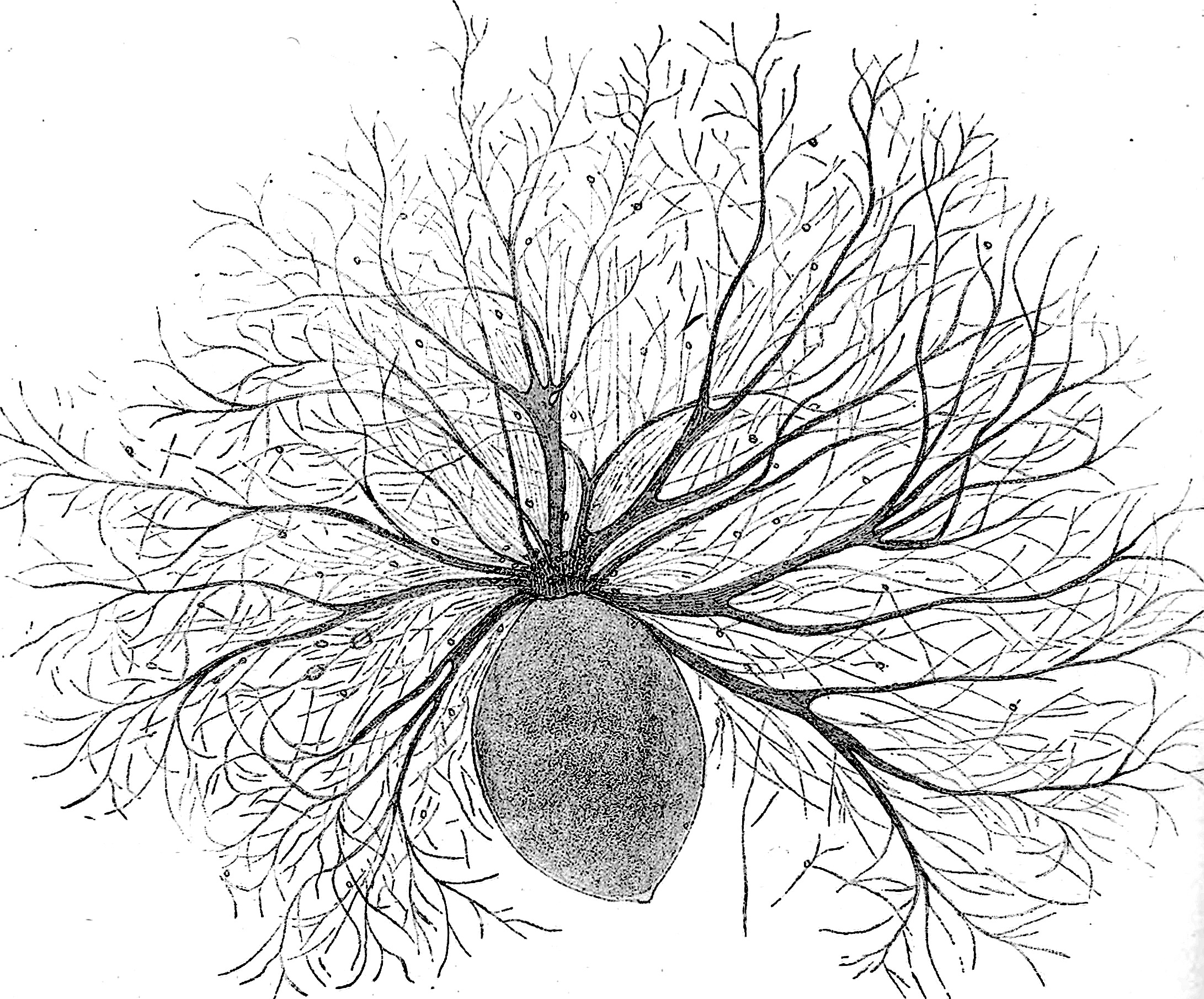
어류의 벨벳병을 일으키는 원인 중 하나인 기생성 와편모충류의 오디늄속

벨벳병(영어: Velvet disease) 기생성 와편모충류의 일종인 아밀로오디늄(학명: Amyloodinium)과 피시오디늄(학명: Piscinoodinium)이 어류 등에 기생하여 일으키는 질병이다. 금가루병(영어: Gold dust disease) 또는 산호 어류병(영어: Coral disease)으로도 불린다. 해수와 기수의 경우 아밀로오디늄 오셀라툼이, 담수의 경우 피시오디늄(흔히 오디늄(영어: Oodinium)으로 불림)이 발병의 원인이 되는 것으로 알려져 있다. 이 질병에 감염된 개체는 표적 기관에 갈색 또는 금색의 가루가 흩뿌린 것과 같은 작은 점이 나타난다. 열대어에 흔히 발병하는 질병이며 해수 수족관에서도 자주 발병한다.

## 생활사
벨벳병을 일으키는 원인인 단세포 생물의 생활사는 크게 3 단계로 나눌 수 있다. 먼저 분열체는 물의 바닥에 머물며 최대 256개의 자충으로 분열한다. 분열된 자충은 유영하며 숙주를 찾는다. 자충은 숙주없이 수일동안 생존할 수 있다. 유영 과정에서 필요한 에너지는 광합성을 통해 얻는다. 자충이 숙주를 찾으면 영양체가 되어 숙주 체표의 점막이나 상피세포로 들어가 숙주의 세포를 분해하고 섭취한다. 기생 3일 ~ 7일 정도 숙주에게서 먹이를 섭취한 영양체는 완전히 성숙하여 숙주로부터 떨어져나와 분열체가 되며 생활사를 완성한다.

## 질병의 발생

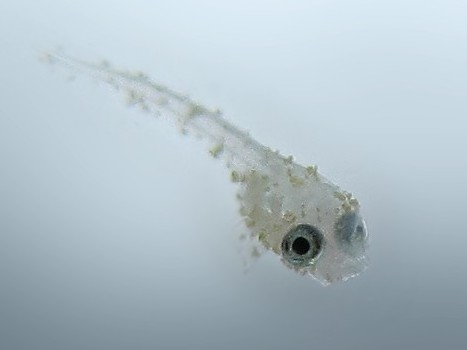
벨벳병에 감염된 태어난 지 15일 된 베타

수족관 환경에서 벨벳병은 주로 감염된 수조나, 물고기, 수족관 설비(뜰채 등) 등을 통해 전염된다. 냉동장구벌레와 같은 냉동된 생먹이 사료에서 휴면 상태의 원인충이 드물게 보고되는 경우도 있다. 그러나 대부분의 경우 이 질병은 어류에 있어 주기적으로 유행하는 병으로 다른 원인에 의해 어류의 면역계의 기능이 약해졌을 때 발병한다. 이 질병은 전염성이 매우 높고 발병했을 때 어류에게 치명적인 것으로 알려져 있다.

## 증상

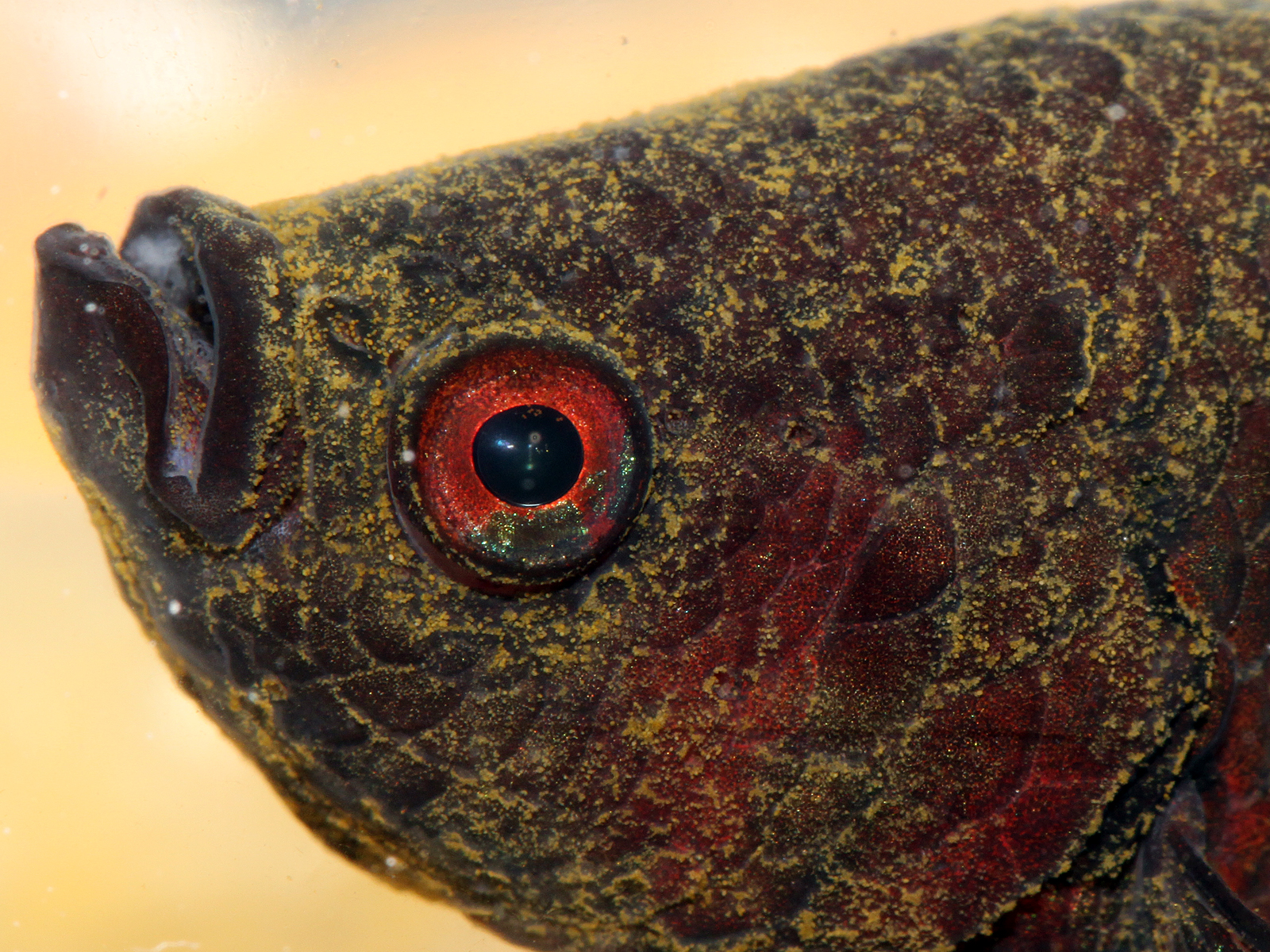
벨벳병에 감염된 베타의 성체

감염 초기의 어류는 급격히 움직여 플래싱(영어: flashing)이라고 하는 이상유영을 하거나 수조의 한 쪽 끝에서 부터 반대 쪽 끝까지 우발적으로 돌진하며 감염된 부위를 수조 벽이나 물체에 긁는 행동을 한다. 또한 지느러미를 몸에 가까이 붙이고 무기력한 모습을 보이기도 한다. 제때 치료하지 않을 경우 감염된 어류의 체표나 아가미에 있는 작은 점들이 점차 늘어나 몸 전체를 뒤덮는다. 이러한 점들은 원인이 되는 기생충이 보이는 것으로 갈색, 금색, 또는 녹색을 띈다. 심하게 감염된 개체의 경우 호흡을 힘들어하고 먹이 섭취를 하지 않으며 아가미 상피세포의 괴사로 인한 저산소증으로 폐사에 이른다.

## 치료
일반적으로 담수 물고기의 벨벳병 치료를 위해 염화나트륨 약욕을 하는 것은 효과적이라고 알려져 있으나 이 질병을 완전히 제거하기 위해서 충분한 치료법은 아니다. 이러한 치료에는 이 질병을 치료하는데 적합한 약물을 감염된 개체가 살고 있는 환경에 직접 투여하는 것이 병행되어야 한다. 이러한 약물에는 일반적으로 황산구리, 메틸렌 블루, 포르말린, 말라카이트 그린 또는 아크리플라빈과 같은 활성 성분이 포함된다. 벨벳병의 원인충은 감염기에 유영에 필요한 에너지를 광합성을 통해 얻으므로 수조에 7일간 빛을 완전히 차단하는 것으로 치료를 보조할 수 있다. 일부 애호가들은 감염된 수조의 수온을 올려 원인충의 생활주기를 빠르게 하고 숙주가 없는 감염기를 줄이는 방법을 권하기도 한다. 그러나 이러한 방법은 어종에 따라 효과가 다를 수 있고 스트레스로 인한 면역 저하를 일으킬 수도 있다.